# Stingers de l'Université Concordia (hockey sur glace)
Pour les articles homonymes, voir Stingers de Concordia.
Les Stingers de Concordia sont une équipe féminine de hockey sur glace à Montréal, au Québec. Les Stingers défendent les couleurs de l'Université Concordia au sein du Réseau du sport étudiant du Québec, du U Sports et parfois même à l'international, notamment aux Universiades, communément appelées les Jeux mondiaux universitaires.
Les Stingers ont choisi Buzz en tant que mascotte, une abeille avec un puissant dard.

## Histoire
Dans les années 1990 une Ligue universitaire de hockey féminin regroupe au Québec quelques équipes collégiales avec des équipes universitaires. À la saison 1998-99 on retrouve les universités Concordia, McGill, et l'Université du Québec à Trois-Rivières en compétition avec 3 collèges (Collège Jean-de-Brébeuf, Cégep St-Laurent et Collège John Abbott. La saison régulière est de 14 matchs et l'équipe championne de la saison 1998 est l'Université Concordia).
Après avoir joué quelques saisons pour les Friars de Providence dans le championnat NCAA, l'américaine Cammi Granato vient étudier en maîtrise des affaires à l'Université Concordia. Elle joue pour les Stingers et en 123 matchs, elle marque 178 buts et 148 passes pour un total de 326 points. Granato aide les Stingers à conquérir trois championnats consécutifs de la Ligue universitaire de hockey féminin du Québec. Granato est licencié en 1997 et termine son séjour à Montréal pour poursuivre sa carrière internationale entre autres avec l'équipe nationale des États-Unis. La même année, le Sport interuniversitaire canadien reconnait le hockey féminin et met sur pied un nouveau championnat féminin universitaire à l'échelle de tout le pays.
La saison 1997-98 reste une date historique pour Concordia ; c'est le tout premier championnat universitaire national canadien de hockey féminin et l’Université Concordia accueille l'évènement du 26 février au 1er mars 1998. Les Stingers remportent le premier trophée de championnat national. L'équipe répète son exploit la saison suivant (1998-99) lors des championnats nationaux SIC tenus du 25 au 28 février 1999 à l'Université de Toronto,.
| Année | Gagnant               | Score | Finaliste                                  |
| ----- | --------------------- | ----- | ------------------------------------------ |
| 1998  | Stingers de Concordia | 4-1   | Lady Blues de l'université de Toronto (en) |
| 1999  | Stingers de Concordia | 2-0   | Pandas de l'université de l'Alberta (en)   |

En 1999-2000, lors des séries finales de fin de saison, les Stingers défont en demi-finales les Pandas de l'Université de l'Alberta par le compte de 4-3. Les Stingers prennent la troisième place avec le Bronze.
Lors de la saison 2000-01, Lisa-Marie Breton conduit les Stingers à la conquête du championnat de Conférence, avec huit buts et six passes en seulement six matchs.
En novembre 2003 le Stingers défont 7-2 l'Équipe nationale de la Chine dans un match d'exhibition internationale et participent au Tournoi international féminin de Cergy-Pontoise.

## Parcours des dernières saisons
À la saison 2008-09, avec 3 victoires en 18 matchs, les Stingers terminent au dernier rang de la conférence du Québec et ne sont pas qualifiés pour les séries éliminatoires du championnat canadien. La saison suivante est tout aussi difficile avec une seule victoire en vingt matchs. L'équipe termine de nouveau au dernier rang. En 2010-11, les Stingers peuvent gagner des matchs de hockey malgré un jeu erratique. L'équipe a une fiche de 8 victoires en 20 matchs et peut atteindre la 3e position au classement final. Les Stingers peuvent ainsi se qualifier pour les séries éliminatoires de fin de saison. L'équipe perd ses deux matchs de demi-finale aux mains des Carabins et est éliminé

## Stingers notables
Plusieurs anciennes Stingers s'illustrent dans le monde du hockey professionnel entre autres Lisa-Marie Breton, Cammi Granato, Karyn Bye (en), Thérèse Brisson (en)  , Angela DiStasi , Kelly Sudia, Jenny Lavigne, Donna Ringrose et Audrey Doyon-Lessard
De plus, en poste depuis 1994, Les Lawton accumule plus de 500 victoires en carrière comme entraineur-chef.